# Karol Koźmiński
Karol Koźmiński, znany również jako Karol Poraj-Koźmiński (ur. 21 maja 1888 w Rożenku, zm. 2 października 1967 w Warszawie) – kapitan artylerii Wojska Polskiego, pisarz, dziennikarz, rysownik i ilustrator.

## Życiorys
Urodził się w rodzinie Jana Koźmińskiego h. Poraj (zm. 1910) i Stefanii z Mianowskich (zm. 1936). Miał siostrę Mariannę po mężu Plocer oraz dwóch braci: Jana Ksawerego – artystę malarza i Stanisława – dziennikarza. Uczęszczał do V Gimnazjum rządowego w Warszawie; za udział w strajku szkolnym w 1905 został z niego relegowany. Naukę kontynuował szkole średniej w Piotrkowie Trybunalskim, później studiował w krakowskiej Akademii Sztuk Pięknych. Studia kontynuował w Królewskiej Akademii Sztuk Pięknych w Monachium. W 1914 powrócił do Warszawy. 7 sierpnia 1915 wstąpił w szeregi 1 pułku ułanów Legionów Polskich. 7 lipca 1916 został ranny pod Trojanówką i dostał się do rosyjskiej niewoli. Po wybuchu rewolucji październikowej zorganizował w Woroneżu Związek Wojskowy Polaków. Przedostał się na ziemie polskie i uczęszczał do Szkoły Podchorążych w Ostrowi Mazowieckiej. W latach 1918–1920 walczył w obronie Lwowa i w wojnie polsko-bolszewickiej. W uznaniu zasług podczas walk w szeregach Legionów Polskich, POW i PSZ był wielokrotnie odznaczany i nagradzany.
Po 1920 służył w Ministerstwie Spraw Wojskowych. W kwietniu 1928 został przeniesiony z korpusu oficerów artylerii do korpusu oficerów administracji (dział kancelaryjny) w stopniu porucznika ze starszeństwem z 1 czerwca 1919 roku i 27,06 lokatą, z równoczesnym przydziałem do Gabinetu Ministra Spraw Wojskowych na stanowisko referenta. 29 stycznia 1932 roku został mianowany kapitanem ze starszeństwem z 1 stycznia 1932 roku i 2. lokatą w korpusie oficerów administracji (dział kancelaryjny). Od 1932 kierował referatem prasowym tego ministerstwa. Od 1933 przez rok był redaktorem naczelnym Polski Zbrojnej. Z dniem 30 listopada 1933 został przeniesiony w stan nieczynny na okres sześciu miesięcy. W marcu 1934 został przeniesiony z korpusu oficerów administracji do korpusu oficerów artylerii z pozostawieniem na dotychczasowym stanowisku w Gabinecie Ministra Spraw Wojskowych (stan nieczynny). Z dniem 30 czerwca 1934 został przeniesiony w stan spoczynku. Ponadto był prelegentem w Polskim Radio. W latach 1938–1939 redagował „Przegląd modelarstwa lotniczego” dodatek do czasopisma lotniczego Lot Polski. Pod koniec lat 30. był zastępcą członka komisji rewizyjnej zarządu Towarzystwa Wyższej Szkole Dziennikarskiej w Warszawie.
Po II wojnie światowej skupił się na twórczości literackiej; tworzył literaturę historyczną. Część twórczości powstała pod pseudonimem Maciej Gruszczyński.

## Twórczość
Wykaz dzieł, w porządku alfabetycznym (w nawiasach podano daty pierwszych wydań wersji książkowych):
- Bez trwogi i zmazy: Opowieść o generale Karolu Kniaziewiczu (1962)
- Bohater dwóch kontynentów: Powieść historyczna o Kazimierzu Pułaskim (1968)
- Bohater Racławic (1955)
- Elwira: Powieść z lat Wiosny Ludów (1969)
- Fiszerek: Opowieść o generale Stanisławie Fiszerze (1964)
- Generał Bosak (1962)
- Generał Kruk: Opowieść z czasów powstania styczniowego (1967)
- Grenadier Stach: Opowieść z czasów powstania kościuszkowskiego (1969)
- Grenadierzy krakowscy (1965)
- Hugo Kołłątaj (1965)
- Jan Henryk Dąbrowski (1960)
- Józef Sułkowski (1935)
- Józef Wybicki (1963)
- Kamienie na szaniec (1937)
- Kościuszko: Opowieść (1958)
- Książę Józef Poniatowski 1763–1813 (1967)
- Legion wolności (1955)
- Lelewel (1967)
- Meteor: Opowieść o Józefie Sułkowskim (1961)
- Michałko: Zapomniany partyzant chłopski (1954)
- Obrońca Woli: Opowieść o generale Sowińskim (1957)
- Orlę: Powieść historyczna (1964)
- Ostatni wódz: Opowieść o ks. Stanisławie Brzósce (1963)
- Pułkownik Berek: Opowieść o Berku Joselewiczu (1959)
- Queretaro: Powieść (1932)
- Rotmistrz Andrzej: Powieść (1930)
- Rotmistrz Michałko: Powieść historyczna z XVII w. (1957)
- Stanisław Staszic (1965)
- Sułkowski, jakobin polski (1948)
- Tadeusz Kościuszko 1746–1817 (1969)
- W niewoli i w Wehrmachcie 1916–1918 (1930)
- Z ułanami Beliny 1914–1916 (1928)

## Ordery i odznaczenia
- Krzyż Niepodległości (12 maja 1931)[11]
- Krzyż Kawalerski Orderu Odrodzenia Polski (10 listopada 1938)[12][13]
- Krzyż Walecznych (dwukrotnie)[3][14]
- Srebrny Krzyż Zasługi (2 marca 1925)[15][14]
- Medal Pamiątkowy za Wojnę 1918–1921[16]
- Srebrny Wawrzyn Akademicki (7 listopada 1936)[17]
- Medal Dziesięciolecia Odzyskanej Niepodległości[16]
- Medal 3 Maja[16]
- Order Estońskiego Czerwonego Krzyża III klasy (Estonia)[16]
- Krzyż Kawalerski Orderu Gwiazdy Rumunii (Rumunia)[3]
- Krzyż Kawalerski Order Świętego Sawy (Jugosławia)[3]
- Order Palm Akademickich (Francja)[3]
- Medal Zwycięstwa (Médaille Interalliée)[16]
- Medal 10 Rocznicy Wojny Niepodległościowej (Łotwa, 1929)[18][16]